# York Bowen
York Bowen (Crouch End, Londres 1884-1961), nacido Edwin Yorke Bowen, fue un compositor de música clásica y pianista inglés. 

## Biografía
York Bowen nació en Crouch End, Londres en 1884, estudió en la Real Academia de Música, de la que posteriormente fue profesor.
Como intérprete, Bowen alcanzó reconocimiento como pianista, así como aceptable intérprete de trompa y violín. En su faceta compositiva fue un prolífico autor de diversas formas musicales escritas en un estilo romántico tardío. 
Fue contemporáneo de Arnold Bax y su reputación en la sociedad musical inglesa de su época fue prominente durante su juventud hasta la Primera Guerra Mundial. Una vez finalizada esta, su fama vivió un declive al tiempo que crecía la consideración hacia otros autores ingleses que componían en un lenguaje musical más moderno. 
Su obra comparativamente más conocida, la Toccata, op. 155, es una pieza para piano conocida por su dificultad técnica.

## Discografía selecta
- Concerto for Horn, Strings and Timpani Op. 150. David Pyatt (trompa), London Philharmonic Orchestra, Nicholas Braithwaite (Lyrita)
- Concerto for Viola and Orchestra Op. 25. Lawrence Power (viola), BBC Scottish Symphony Orchestra, Martyn Brabbins (Hyperion)
- Symphony No. 2 in E minor Op. 31. Royal Northern College of Music Symphony Orchestra, Douglas Bostock (Classico)
- Sonata for Cello and Piano Op. 64. Jo Cole (violonchelo), John Talbot (piano) (BMS)
- York Bowen: The Piano Sonatas; Las seis sonatas interpretadas por Danny Driver. (Hyperion CDA67751/2) (2009)
- York Bowen Piano Music: Twenty Four Preludes Op. 102, Ballade No. 2 Op. 87, Sonata No. 5 in F minor (Op. 72), Berceuse Op. 83, Suite Mignonne: Moto Perpetuo Op. 39, Toccata Op. 155. Stephen Hough (piano) (Hyperion)
- York Bowen Piano Music: Sonata No. 6 in B flat minor Op. 160, Twenty Four Preludes Op. 120, Reverie Op. 86. Joop Celis (piano) Chandos
- Instrumental Sonatas: Sonata for Flute and Piano Op. 120, Sonata for Oboe and Piano Op. 85, Sonata for Clarinet and Piano Op. 109, Sonata for Horn and Piano Op. 101. Endymion (Epoch)[1]